# Klucze do domu
Klucze do domu (wł. Le chiavi di casa) – włoski dramat filmowy z 2004 roku w reżyserii Gianniego Amelio. Scenariusz oparty został na powieści Giuseppe Pontiggii pt. Nati due volte. Film był włoskim kandydatem do Oscara za najlepszy film nieanglojęzyczny, ale ostatecznie nie zdobył nominacji.

## Fabuła
Po śmierci żony, która zmarła przy porodzie, Gianni zostawia nowonarodzone dziecko pod opieką jej rodziny. Po piętnastu latach postanawia spotkać się z niepełnosprawnym umysłowo i fizycznie synem, by zawieźć go na terapię do specjalistycznej kliniki w Berlinie. Podczas wspólnie spędzonego czasu nawiązuje z nim relację i zaczyna akceptować jego odmienność. W szpitalu poznaje również Nicole, matkę niepełnosprawnej Nadine.

## Obsada
- Kim Rossi Stuart – Gianni
- Charlotte Rampling – Nicole
- Andrea Rossi – Paolo
- Alla Faerovich – Nadine
- Pierfrancesco Favino – Alberto
- Michael Weiss – Andreas

## Produkcja
Zdjęcia kręcono w Berlinie i w Norwegii.

## Wybrane nagrody i nominacje
Lista nagród i nominacji:
61. MFF w Wenecji
- 2004: Nagroda "CinemAvvenire": najlepszy film konkursowy – Gianni Amelio
- 2004: Nagroda im. Sergio Trasattiego – Gianni Amelio
- 2004: Nagroda im. Francesco Pasinettiego za najlepszy włoski film
- 2004: Nagroda im. Francesco Pasinettiego dla najlepszego włoskiego aktora – Kim Rossi Stuart
  - 2004: Udział w konkursie głównym o Złotego Lwa

David di Donatello
- 2005: Nagroda za najlepszy dźwięk – Alessandro Zanon
  - 2005: Nominacja za najlepszy film – Enzo Porcelli, Gianni Amelio
  - 2005: Nominacja dla najlepszego aktora pierwszoplanowego – Kim Rossi Stuart
  - 2005: Nominacja dla najlepszego reżysera – Gianni Amelio
  - 2005: Nominacja za najlepszą muzykę – Franco Piersanti
  - 2005: Nominacja za najlepszy montaż – Simona Paggi
  - 2005: Nominacja za najlepszy scenariusz – Gianni Amelio, Sandro Petraglia, Stefano Rulli